# Prinsessen rejser
|  | Denne artikel er oprettet af botten Steenthbot ud fra en ekstern database. Den kan derfor have sproglige fejl eller mangler. Denne skabelon kan fjernes efter kontrol af indholdet. |

Prinsessen rejser er en dansk dokumentarfilm fra 1967.

## Handling
Prinsesse Margrethe foretager i løbet af 1960'erne flere store rejser rundt i verden. Selv om tronfølgeren rejser uofficielt, vil det altid skabe trængsel og virak. Der foranstaltes mange steder opvisninger til ære for prinsessen. På rejsen til Canada er tronfølgerparret officielle repræsentanter for Danmark.
Filmen anvender scener fra "Med Tronfølgeren i Latin-Amerika" (1966) og "Med Tronfølgeren i Østen" (1963).

## Medvirkende
- Dronning Margrethe II
- Prins Henrik